# 싱안구
싱안구(한국어: 흥안구, 중국어: 兴安区, 병음: Xīng'ān Qū)는 중화인민공화국 헤이룽장성 허강 시의 행정구역이다. 넓이는 27km2이고, 인구는 2007년 기준으로 150,000명이다.

## 행정 구역
5개 가도를 관할한다.
- 가도: 竣德路街道, 河东路街道, 兴长路街道, 兴安路街道, 兴建路街道.